# 대한민국 대통령
대한민국 대통령(大韓民國 大統領, 영어: President of the Republic of Korea)은 대한민국의 국가원수이자 행정부 수반이다. 현행 헌법에 따라 5년 단임제를 따른다.

## 지위

### 국가원수로서의 지위
대통령은 국가원수로서의 지위에 있다. 이를 대한민국 헌법 제66조 제1항은 “대통령은 국가의 원수이며 외국에 대하여 국가를 대표한다.” 라고 규정하고 있다. 국가의 원수라 함은 국내법상 국가의 통일성과 항구성을 상징하며, 국내에서는 최고의 통치권을 행사하고 대외적으로는 국가를 대표하는 자격을 가진 국가기관을 말한다.
대통령이 국가가 위기에 빠지는 국가비상사태에서 헌법에 의하여 국가 존립을 유지할 목적으로 계엄을 선포하고, 대외 관계에 있어 국가를 대표하여 조약을 체결·비준하고 외교사절을 신임·접수 또는 파견하며, 선전포고와 강화를 할 외교에 관한 권한을 가지는 것은 국가 원수로서의 지위에 따른 것이다.

### 정부 수반으로서의 지위
대통령은 국가의 3권 중에서 행정부인 정부 수반으로서의 지위에 있다. 대한민국 헌법 제66조 제4항에 “행정권은 대통령을 수반으로 하는 정부에 속해 있다.”라고 규정하고 있다. 이 규정에 의해 대통령은 행정 수반의 지위를 가지는 것이며, 이것은 정부가 그에 의하여 조직되고 영도되는 것을 말한다.
대통령은 정부조직권과 행정각부 장의 임명권, 감사원의 조직과 통할권을 가진 기관인 동시에, 국무회의의 의장으로서의 지위 및 행정 각 부를 통할하는 행정의 최고 지휘자의 지위 등도 갖고 있다. 이는 대통령의 행정 수반으로서의 지위를 나타내는 것이다. 또한 일정한 직무를 행하는 헌법과 법률에서 정하는 공무원에 대한 임명권과 영전수여권, 등을 가진다.
그리고 국군 통수권은 국방부가 행정부에 속해 있기 때문에 행정부의 수반으로써 가지는 권한이다.

### 헌법의 수호자로서의 지위
대한민국 헌법 제66조 제2항과 제3항에 “대통령은 국가의 독립, 영토의 보전, 국가의 계속성과 헌법을 수호할 책무를 진다. 대통령은 조국의 평화적 통일을 위한 성실한 의무를 진다.”라고 규정하고 있어 대통령의 국가와 헌법의 수호자로서의 지위와 한반도 통일 책무자로서의 지위를 명시하고 있다.

## 임기

### 대통령 선거
대통령으로 선출될 수 있는 자는 국회의원의 피선거권이 있고, 선거일 당일 40살에 달하여야 한다. 대통령의 선거 시기는 임기가 만료된 때와 궐위된 때로 나누어 규정하고 있다. 대통령의 임기가 만료되는 때에는 임기 만료 70일 내지 40일 전에 후임자를 선거한다. 대통령이 궐위된 때 또는 대통령 당선자가 사망하거나 판결 기타의 사유로 그 자격을 상실한 때에는 60일 이내에 후임자를 선거한다.
대통령은 국민의 보통·평등·직접·비밀 선거를 통해 가장 많은 득표를 얻은 사람으로 정하며, 선거에서 최고 득표자가 두 명 이상일 때에는 국회의 재적인원 과반수가 출석한 공개 회의에서 다수표를 얻은 자를 당선자로 한다. 따라서 득표율의 제한 없이 최다수 득표자가 당선자가 된다. 대통령 후보자가 한 사람일 때에는 그 득표자가 총 선거권자의 3분의 1 이상을 득표하지 않으면 대통령으로 당선될 수 없다.
현직 대통령의 임기가 70여 일이 남은 시점에서 선거를 시행하여 차기 대통령 취임자로 확정될 때 대통령 당선인 신분이 된다. 현직이자 전임 대통령이 임기를 마치고 당선인이 취임하면 정식 대통령으로 호칭된다.

### 취임과 기한
대통령의 임기는 5년이며 중임할 수 없고 단임제다. 또한 대통령의 임기를 연장하거나 중임으로 변경하는 개헌은 그 개정안 제안 당시의 대통령에 대해서는 효력이 없다. 이는 과거의 정권이 그 정권을 연장하기 위한 수단으로 개헌을 추진했던 것에 대한 반성에서 비롯한 것이다.
대통령은 임기 개시일 0시에 취임하게 되는데, 이러한 것은 시간적 의미에서 업무가 시작되는 것을 말한다. 취임식은 대개 임기 개시 이후에 진행하게 되므로, 취임식은 취임의 요건이 아니다.
1987년 헌법 개정으로 1988년 이후부터 임기가 5년 단임으로 고정되어 재직 일수는 1826일 또는 1827일(5년)이 되었다. 이외의 경우는 다음과 같다.
- 이승만: 4273일 (11년 10개월 25일)
- 박정희: 5793일 (15년 10개월 9일)
- 전두환: 2491일 (6년 9개월 27일)
- 윤석열: 1060일 (2년 10개월 25일)[10]
- 박근혜: 1475일 (4년 14일)[11]

- 윤보선: 589일 (1년 7개월 11일)
- 최규하: 255일 (8개월 10일)

### 선서 및 의무
대통령은 취임 시 다음과 같은 선서를 한다.
나는 헌법을 준수하고 국가를 보위하며 조국의 평화적 통일과 국민의 자유와 복리의 증진 및 민족문화의 창달에 노력하여 대통령으로서의 직책을 성실히 수행할 것을 국민 앞에 엄숙히 선서합니다.

대통령의 직무상 의무는 아래와 같다.
1. 헌법 수호 의무
대통령은 헌법을 수호하고 이를 실현할 의무를 진다.[12]
2. 국가의 독립·보전의무
대통령은 국가가 주권적으로 독립하고 계속적으로 존속할 수 있도록 직무를 수행하여야 할 책임과 의무를 진다.
3. 직무 수행 의무
4. 겸직 금지 의무
대통령은 국무총리·국무위원·행정각부의 장 기타 법률이 정하는 공사의 직을 겸할 수 없다.
5. 평화 통일 노력 의무
대통령은 조국의 평화적 통일을 위한 성실한 의무를 진다.

## 권한
대통령은 그 지위에 따라 일정한 권한을 갖는다.

### 국가대표자의 지위
대통령은 국가의 대표로서의 조약을 체결·비준한다(헌법 제73조). 또한 대통령은 외교사절의 신임·접수·파견권(헌법 제73조), 선전포고와 강화에 관한 권한(헌법 제73조), 국군을 외국에 파견하는 권한(헌법 제60조 제2항)을 가진다. 다만 외교에 관한 권한을 행사하기 위해서는 국무회의의 심의를 거쳐야 하며(헌법 제89조 제2호~제6호), 국무총리와 관계 국무위원이 부서한 문서로써 하여야 한다(헌법 제82조). 또한 일정한 조약을 체결·비준하거나 외국 군대를 대한민국에 주둔시키기 위해서는 국회의 동의를 얻어야 한다(헌법 제60조 제1항 및 제2항).
대통령은 국가의 대표로서 법률이 정하는 바에 의하여 훈장 기타의 영전을 수여한다(헌법 제80조).

### 국가 및 헌법의 수호자의 지위
대통령은 헌법과 법률이 정하는 바에 의하여 국군을 통수한다(헌법 제74조). 다만 군사에 관한 중요사항의 경우 국가안전보장회의의 자문과 국무회의의 심의를 거쳐 국무총리와 관계 국무위원이 부서한 문서로 하여야 하며(헌법 제91조, 제89조 제6호, 제82조), 선전포고나 국군의 외국 파견 등에는 국회의 사전 동의를 필요로 한다(헌법 제60조 제2항).
대통령은 국가의 안위에 관계되는 중대한 교전상태에 있어서 국가를 보위하기 위하여 긴급한 조치가 필요하고 국회의 집회가 불가능한 때에 한하여 법률의 효력을 가지는 긴급명령을 발할 수 있다.(헌법 제76조 제2항).
대통령은 내우·외환·천재·지변 또는 중대한 재정·경제상의 위기에 있어서 국가의 안전보장 또는 공공의 안녕질서를 유지하기 위하여 긴급한 조치가 필요하고 국회의 집회를 기다릴 여유가 없을 때에 한하여 최소한으로 필요한 재정·경제상의 처분을 하거나 이에 관하여 법률의 효력을 가지는 명령을 발할 수 있다.(헌법 제76조 제1항)
대통령은 전시·사변 또는 이에 준하는 국가비상사태에 있어서 병력으로써 군사상의 필요에 응하거나 공공의 안녕질서를 유지할 필요가 있을 때에는 법률이 정하는 바에 의하여 계엄을 선포할 수 있다..(헌법 제77조 제1항)
대통령은 국가와 헌법의 수호자로서 위헌정당 해산제소권을 갖는다(헌법 제8조 제4항).

### 국정의 통합·조정자의 지위
대통령은 국무회의의 심의를 거쳐(헌법 제89조 제3호) 헌법개정안을 발안할 수 있다(헌법 제128조 제1항).
대통령은 필요하다고 인정할 때에는 외교·국방·통일·기타 국가 안위에 관한 중요정책을 국민투표에 붙일 수 있다”(헌법 제72조). 이는 대한민국 헌법이 채택하고 있는 간접민주제의 예외인 직접민주제에 대한 규정이며, 헌법개정안에 대한 국민투표가 필수적인 것과 달리 임의적 국민투표이다.
특히 헌법개정안의 경우 국회의 의결을 통하도록 규정하고 있는 헌법 제130조 제2항의 규정에도 불구하고, 제72조의 국민투표를 통하여 국회의 의결을 거치지 않고 헌법개정안을 확정하려고 하는 시도는 헌법에 명백히 위배된다. 뿐만 아니라 헌법에 위배되는 내용의 정책에 대한 국민투표를 실시하는 것도 허용되지 않는다.
대통령은 입법에 관여할 권한을 갖는다. 정부는 법률안을 제출할 수 있으며(제52조), 국회에서 의결되어 정부에 이송되어 온 법률안은 대통령이 이를 공포하며(제53조 제1항), 만약 법률안에 이의가 있는 경우에는 국회에 환부하여 재의를 요구할 수 있다(제53조 제2항). 대통령은 법률에서 구체적으로 범위를 정하여 위임받은 사항과 법률을 집행하기 위하여 필요한 사항에 관하여 대통령령을 발할 수 있다(제75조). 헌법은 이와 같이 대통령에게 일종의 준입법권을 부여하고 있는데, 이것을 위임입법이라 한다.
대통령은 국회의 임시회 소집을 요구할 수 있다. 이 경우 대통령은 집회요구의 기간과 이유를 명시하여야 한다(제47조 제3항).

#### 사면·감형·복권에 관한 권한
사람을 죽이고 살릴 수 있는 군주제에서 사법권과 행정권을 함께 가지는 왕의 절대적 권한에서 유래하는 사면은 현대 민주주의 국가 상당수에서 통치권자에게 부여하고 있는 권한으로 좁은 의미로 형사소송법이나 그 밖의 형사법규의 절차에 의하지 않고 형의 선고의 효과나 공소권을 소멸시키거나, 형의 집행을 면제시키는 국가 원수의 행위를 말한다. 
헌법에서 대통령에게 부여한 사면권은 이러한 좁은 의미의 사면과 함께 감형 및 복권에 대한 권한도 부여하고 있다. 헌법 제79조 제1항은 “대통령은 법률이 정하는 바에 의하여 사면·감형 또는 복권을 명할 수 있다”, "일반 사면은 국회의 동의를 거쳐야 한다"고 하여 대통령의 사면권을 규정하고 있으며, 이에 따라 국회가 사면법을 만들면서 사면의 종류를 '죄를 범한 자'에 대하여 형의 선고 효력을 상실하는 일반사면과 '형의 선고를 받은 자'에 대하여 형을 면제하는 특별사면으로 정하고 행정법규위반에 대한 범칙 또는 과벌과 징계법규에 의한 징계 또는 징벌의 면제는 사면에 관한 규정을 준용하였는데 일반적으로 '대통령 사면'이라고 알려진 것은 헌법이 아니라 법률에 의한 특별사면이다.
다만 이러한 사면권에 대하여 한계를 규정한 조문은 없지만, 일부 법학자는,
1. 국가이익과 국민화합의 차원에서 행사되어야 하고, 정치적 기타의 이유로 남용할 수 없다.
2. 권력분립의 원칙상 사법권의 본질을 침해할 수 없다.
3. 탄핵 등의 정치적 책임을 질 사람에 대하여 공소권의 소멸이나 탄핵소추권 소멸을 해서는 안 된다.
4. 사면의 결정에 사법부의 의견이 반영되어야 한다.
5. 국회는 일반사면에 대한 동의 여부를 심리함에 대통령이 제안하지 않은 죄의 종류를 추가할 수 없다.

이와 같은 사면권의 한계를 주장하기도 한다.
대통령은 국회에 출석하여 발언하거나 서면으로 의사를 표시할 수 있으며(제81조), 이는 정부수반으로서의 대통령이 국정의 원활한 수행을 할 수 있도록 부여한 것이며, 그의 발언이나 서신은 국회에 대하여 법적인 구속력을 가지지 못한다.

### 헌법기관 구성자의 지위
대통령은 헌법기관 구성자로서의 지위에서 헌법기관을 구성할 권한을 갖는다. 구체적으로는 감사원장과 감사위원의 임명권(헌법 제98조 제2항 및 제3항), 대법원장 및 대법관의 임명권(헌법 제104조 제1항 및 제2항), 헌법재판소장과 헌법재판소 재판관의 임명권(헌법 제111조 제2항 및 제4항), 중앙선거관리위원회 위원 가운데 3인에 대한 임명권(헌법 제114조 제2항)을 갖는다.

### 행정부 수반의 지위
행정부의 수반이라 함은 행정부의 조직자로서 집행에 관한 최고 결정권과 지휘감독권을 행사함을 의미한다. 대통령은 탄핵소추에 의하지 아니하고는 국회에 대하여 책임을 지지 아니한다.
- 법률안 거부권: 일반적으로 널리 알려진 거부권의 공식 명칭인 재의 요구권이란 국회에서 의결하여 정부로 이송된 법률안에 대해서 대통령이 이의가 있을 때 재의를 요구할 수 있는 권한을 말한다. 미국 대통령제 헌법에서 유래된 것이다. 국회에서 법률안을 통과할 때 출석한 국회의원 과반수 이상을 요구하는 일반적인 의사 표결과는 다르게 대통령이 법률안 공포를 하지 않고 재의 요구를 한 때는 2/3 찬성을 요구한다.
- 행정입법권: 현대복지국가 사회국가에 있어서는 전문적이고 기술적인 사항이 증대되고 이에 대한 신속한 대처가 필요하기 때문에 국회가 권리의무에 관한 모든 사항을 법률로 규정하기가 어렵게 되었으며 법률로 구체적인 범위를 정하여 입법권을 행정부에 위임하게 되었다. 이에 따라 행정부에 의하여 만들어진 법을 행정입법이라 한다. 대통령은 법률에서 구체적으로 범위를 정하여 위임받은 사항과 법률을 집행하기 위하여 필요한 사항에 관하여 대통령령(=시행령)을 발할 수 있다.
- 행정부 구성권: 대한민국의 대통령은 행정부의 수반으로서 행정부의 각 부서와 기관을 조직할 수 있다. 즉, 새로운 부서나 기관을 만들 수 있고 또는 폐지할수도 있다. 그리고 각 부서와 기관을 책임질 장인 장관이나 기관장을 임명 할 수 있다. 또한, 청와대 내부의 인사나 조직들도 대통령이 결정할 수 있다. 단, 대법원장, 헌법재판소장, 국무총리, 감사원장, 중앙선거관리위원장, 대법관, 국회에서 선출하는 헌법재판관 및 중앙선거관리위원은 국회의 동의가 필요하다. 이밖에 대통령은 헌법과 법률이 정하는 바에 따라 공무원을 임명한다.

### 권한 행사의 방법
- 국무회의의 심의

대통령은 그의 권한을 국무회의의 심의를 거쳐서 행사한다. 대통령은 국정의 기본계획과 정부의 일반정책, 중요한 대외정책, 헌법개정안, 재정에 관한 중요사항, 국회해산 등 일정한 사항에 관해서는 국무회의의 심의를 거쳐야 한다(제 89조). 국무회의의 심의는 절차상 반드시 필요하지만 대통령은 그 심의결과에 구속되는 것은 아니다.
- 국회의 동의 또는 승인

대통령이 그 권한을 행사하는데 국무회의의 심의 외에 국회의 동의나 승인을 필요로 하는 경우가 있다. 즉 일정한 조약의 체결과 비준, 선전포고, 국군해외파견, 외국군 국내주류에 대한 국회의 동의(제60조), 일반사면(제79조 제2항), 국무총리(제86조 제1항)와 감사원장(제98조 제2항), 대법원장(제104조 제1항)의 임명에서 국회의 동의, 긴급재정경제처분명령권 및 긴급명령권에 대한 국회의 사후승인(제76조 제3항), 예비비 지출에 대한 차기국회의 승인(제55조 제2항 후단) 등이 그것이다.
- 부서

대통령의 국법상의 행위는 문서로써 하며, 이 문서에는 국무총리와 관계 국무위원이 부서하도록 하고 있다(제82조). 부서(副署)란 대통령의 권한행사에 대한 일종의 제약으로서, 한편으로는 국무총리와 국무위원에게 책임소재를 분명히 하기 위한 것이다.
- 자문

대통령은 국정의 중요한 사항에 관한 대통령의 자문에 응하기 위하여 국가원로로 구성되는 국가원로자문회의를 둘 수 있으며(제90조), 평화통일정책의 수립에 관한 대통령의 자문에 응하기 위하여 민주평화통일자문회의(제92조)를 둘 수 있다. 또 대통령은 국가안전보장에 관련되는 대외정책·군사정책과 국내정책의 수립에 관하여 국무회의의 심의에 앞서 대통령의 자문에 응하기 위하여 국가안전보장회의를 둔다(제91조). 이러한 자문기관의 조직·직무범위 기타 필요한 사항은 법률로 정한다(제90조 제3항, 제91조 제3항, 제92조 제2항).

## 특권

### 불소추특권
대통령은 형사상 특권을 갖고 있다. 헌법 제84조는 “대통령은 내란 또는 외환의 죄를 범한 경우를 제외하고는 재직중 형사상의 소추를 받지 아니한다”고 규정하고 있다. 이는 대통령의 헌법상 지위에 따르는 권위를 유지하면서 일상적인 업무를 수행할 수 있도록 하기 위한 것이다. 
따라서 대통령은 재직 중에 내란 또는 외환의 죄를 범하지 않는 이상 재직 중에는 형사 소추되어 피고인으로 재판을 받지 않는다.
내란 또는 외환의 죄를 범한 경우에 소추되는 것은, 이러한 행위가 헌법수호자의 지위를 스스로 부정하여 헌법 질서와 국민의 기본권을 침해하는 것이기 때문이다. 죄를 범한 시점은 취임 이전이나 이후를 모두 포함한다. 이러한 죄 이외에는 법원의 재판권이 존재하지 않으므로 법원은 공소기각의 판결(형사소송법 제327조 제1호 피고인에 대한 재판권이 없을 때)을 한다. 
다만, 대통령 재직 중에 기소되지 않더라도, 퇴임할 때 까지는 공소시효의 진행이 정지되는데 대통령에 당선되기 전에 기소되어 진행 중인 재판에 대하여는 해당되지 않아 국회 재적 과반수 의석을 초과하여 점유하고 있는 더불어민주당이 '대통령 당선인 재판 중지법'이라는 공직선거법 개정안을 발의하였으나 이재명 대통령 형사 사건 재판부는 모두 '추후 지정'으로 결정하여 사실상 임기 만료 이후로 재판을 연기했다.

### 직무수행상의 면책특권
대통령이 직무를 수행하면서 행하는 적법한 모든 행위에 대하여는 법적인 책임을 지지 않는다. 대통령의 판단 오류 등으로 인한 정책 집행의 오류에서도 마찬가지이다. 다만 위법한 행위나 범죄 행위에 대해서는 재직 중에 기소할 수 없어 공소시효가 정지되는 형사소송을 제외하고 재직 중에도 민사소송ㆍ행정소송 등으로 법적인 책임을 진다. 

## 사건

### 대통령의 선거중립의무준수요청 조치 사건
대통령의 선거중립의무 준수요청 조치 사건(2007헌마700)은 대통령의 선거중립의무 준수요청 등 조치 취소에 대한 헌법재판소 결정례이다.

#### 사실관계
현직 대통령인 청구인이 대통령 선거에 즈음하여 강연, 특강, 기념사, 대담 등에서 공직선거법상의 선거중립을 해치는 내용의 발언을 거듭하자 중앙선거관리위원회는 선거결과에 영향을 미칠 수 있는 발언을 자제해 줄 것을 촉구하는 내용의 ‘대통령의 선거중립의무 준수’ 조치를 취하자 청구인은 위 조치가 정치적 표현의 자유를 침해한다면서 헌법소원을 청구하였다.

#### 관련조문

##### 공직선거법
제9조 (공무원의 중립의무 등) (1) 공무원 기타 정치적 중립을 지켜야 하는 자(기관, 단체를 포함한다)는 선거에 대한 부당한 영향력의 행사 기타 선거결과에 영향을 미치는 행위를 하여서는 아니된다.

#### 결정 요지
위 법률조항은 선거영역에서의 특별법으로서 일반법인 국가공무원법 조항에 우선하여 적용된다고 할 것이다. 그리고 이 사건 법률조항의 행위는 공직자가 공직상 부여되는 정치적 비중과 영향력을 국민 모두에 대하여 봉사하고 책임을 지는 그의 과제와 부합하지 않는 방법으로 사용하여 선거에서의 득표에 영향을 미치는 행위를 말한다. 공무원의 중립의무를 정한 공직선거법 제9조는 입법목적과 입법경위, 수범자의 범위 및 선거과정의 특징을 고려할 때 명확성의 원칙에 반하지 않으며, 공명선거의 책무는 우선적으로 국정츼 책임자인 대통령에게 있으므로 대통령의 정치인으로서의 지위가 인정된다고 하더라도 선거활동에 관하여는 선거중립의무가 우선되어야 하며, 이 사건 법률조항은 단지 선거가 임박한 시기에 부당한 영향력을 행사하는 방법으로 선거결과에 영향을 미치는 행위만을 제한적으로 금하고 있으므로 과잉금지원칙에 위반되어 정치적 표현의 자유를 침해한다고 볼 수 없다. 따라서 이 사건 법률조항은 헌법에 위반되지 않는다.

## 퇴임 후의 예우
전직 대통령의 신분과 예우에 관해서는 법률로 정한다는 헌법 제85조의 규정에 따라 전직 대통령 예우에 관한 법률이 제정되어 있다. 동법에 따라 전직 대통령이 재직 중에 탄핵 결정을 받아 퇴임하거나 금고 이상의 형이 확정된 경우, 형사 처분을 회피할 목적으로 외국 정부에 대하여 도피처 또는 보호를 요청하는 경우, 대한민국의 국적을 상실한 경우 등에는 경호 이외의 예우는 하지 않는다.
헌법 제90조 제2항에 따라 국가원로자문회의를 두는 경우에는 전직대통령 가운데 직전 대통령은 국가원로자문회의의 의장이 된다. 1989년 3월 의장을 국회의장에 준하는 예우를 규정한 국가원로자문회의법이 폐지되었고, 1995년 12월 전직 대통령을 원로위원으로 하는 '전직 대통령 예우법' 해당 규정은 폐지했다. 이후 법으로는 국가원로자문회의 규정은 존재하나, 설치되지 않고 있다.
현재 생존하고 있는 전직 대통령은 이명박, 박근혜, 문재인, 윤석열 총 4명이지만, 이 중에서 문재인을 제외한 전직 대통령은 '필요한 기간 경호ㆍ경비 예우'를 제외한 '전직 대통령에 대한 예우'가 금지되었다.
이명박와 박근혜 전 대통령은 대통령 특별사면으로 석방되었으나 이명박은 금고형 이상의 형을 선고받고 확정된 경우, 박근혜는 재직 중에 탄핵 결정을 받아 퇴임하고 금고형 이상의 형을 선고받아 확정된 경우, 윤석열은 현직 대통령으로 재임 중에 내란죄로 구속 기소되었으나 "구속 기간을 넘겼다"는 법원의 구속 취소 결정에 의하여 불구속 재판이 진행 중으로 판결이 확정되지 않았으나 탄핵 결정을 받아 퇴임한 경우에 해당하여 전직 대통령으로서 예우를 하지 않지만 같은 법 단서 조항에 의하여 '예우 금지'에서 제외된 '필요한 기간의 경호 및 경비' 예우를 받고 있다. '필요한 기간'에 관하여는 법률에서 정한 바가 없어 사실상 현직 대통령이 이에 대한 예우 여부를 결정하게 된다.

### 장례와 안장
대통령은 국가장법에 따라 사망한 경우에는 유족 등의 의견을 고려하여 행정자치부 장관의 제청으로 국무회의의 심의를 마친 후 대통령이 결정하는 바에 따라 국가장으로 할 수 있다. 또, 국립묘지의 설치 및 운영에 관한 법률에 따라 국립서울현충원 및 국립대전현충원 안장 대상자가 된다. 또한, 국립묘지에 안장되지 않더라도 장사 등에 관한 법률에 따라 보존묘지로 지정될 수 있다.
다음은 역대 대한민국 대통령의 묘소이다.
- 이승만 (1965년 7월 19일 사망, 1965년 7월 27일 가족장)
  - 서울특별시 동작구 현충로 210 (국립서울현충원 독립묘역)
- 박정희 (1979년 10월 26일 사망, 1979년 11월 3일 국장)
  - 서울특별시 동작구 현충로 210 (국립서울현충원 독립묘역)
- 윤보선 (1990년 7월 18일 사망, 1990년 7월 23일 가족장)
  - 충청남도 아산시 음봉면 동천리 산 34-2 (사설묘지)
- 최규하 (2006년 10월 22일 사망, 2006년 10월 26일 국민장)
  - 대전광역시 유성구 현충원로 251 (국립대전현충원 국가원수묘역 1호)
- 노무현 (2009년 5월 23일 사망, 2009년 5월 29일 국민장)
  - 경상남도 김해시 진영읍 본산리 21-7 (사설묘지, 국가보존묘지 1호)
- 김대중 (2009년 8월 18일 사망, 2009년 8월 23일 국장)
  - 서울특별시 동작구 현충로 210 (국립서울현충원 독립묘역)
- 김영삼 (2015년 11월 22일 사망, 2015년 11월 26일 국가장)
  - 서울특별시 동작구 현충로 210 (국립서울현충원 독립묘역)
- 노태우 (2021년 10월 26일 사망, 2021년 10월 30일 국가장)
  - 경기도 파주시 탄현면 헤이리로 98 (국가보존묘지 2호)
- 전두환 (2021년 11월 23일 사망, 2021년 11월 27일 가족장)

## 대통령 권한대행
대한민국 대통령 권한대행은 대한민국 정부에서 대통령이 직무를 수행할 수 없을 때 대통령 권한을 대행하는 직위를 의미한다. 이 직위는 대한민국 헌법 제71조 "대통령이 궐위되거나 사고로 인하여 직무를 수행할 수 없을 때에는 국무총리, 법률이 정한 국무위원의 순서로 그 권한을 대행한다."에 규정되어 있다.
다만, 탄핵소추되어 직무가 '정지되었을 때'가 사고로 직무를 '수행할 수 없을 때'에 해당되는지 여부가 논란이 있을 수 있는데 박근혜ㆍ윤석열 대통령 탄핵 소추되었을 때 국무총리가 비록 직무가 정지되었지만 현직 대통령의 권한을 존중하여 대통령 권한대행으로서 임기가 만료된 헌법재판소장 임명권을 행사하지 않아 탄핵 심판이 헌법재판소장 권한대행을 재판장으로 하는 8인 재판부에서 심리하고 결정했다.

### 대통령 권한대행 승계 서열
1. 국무총리
2. 기획재정부 장관 (경제부총리)
3. 교육부 장관 (사회부총리)
4. 과학기술정보통신부 장관
5. 외교부 장관
6. 통일부 장관
7. 법무부 장관
8. 국방부 장관
9. 행정안전부 장관
10. 국가보훈부 장관
11. 문화체육관광부 장관
12. 농림축산식품부 장관
13. 산업통상자원부 장관
14. 보건복지부 장관
15. 환경부 장관
16. 고용노동부 장관
17. 여성가족부 장관
18. 국토교통부 장관
19. 해양수산부 장관
20. 중소벤처기업부 장관

## 같이 보기
- 대한민국 대통령 목록
- 대한민국 대통령 선거 결과 목록
- 대한민국의 대통령 선거
- 대한민국의 대통령 지지율
- 대한민국의 대통령 배우자
- 대한민국 대통령실
- 대한민국의 부통령
- 대한민국 국무총리
- 대한민국의 부총리
- 대한민국의 중앙행정기관

## 참고 문헌
- 헌법재판소결정 2007헌마700, 2008.01.17, 법률신문[깨진 링크(과거 내용 찾기)]
- p 77-120, 정태호, 선거관리위원회의 선거운동에 관한 행정지도와 기본권구제: 헌재 2008년 1월 17일 2007헌마700 결정의 중앙선거관리위원회 선거법준수촉구조치의 공권력성 인정의 함의 분석을 중심으로, 憲法學硏究, 2011.
- 중앙선거관리위가 헌재에 보낸 답변서 뷰스앤뉴스 2007-07-12
- 황도수, 2008년 분야별 중요판례분석 (2) 헌법, 법률신문 보관됨 2016-03-24 - 웨이백 머신
- "대통령은 정치활동 자유보다 선거중립의무 우선” 헌재, 노 대통령 헌법소원 기각, 법률신문, 2008.01.21 보관됨 2018-03-10 - 웨이백 머신